# ロブ・ネルソン (ニュースキャスター)
ロブ・ネルソン（Rob Nelson、1978年6月5日 - ）は、ダイアナ・ペレス (Diana Perez) とともに深夜時間帯のニュース『ワールドニュース・ナウ』と『アメリカ・ディス・モーニング』のキャスターを務めた。2013年1月22日までは、ポーラ・ファリス (Paula Faris) とともにABCの深夜時間帯のニュース『ワールドニュース・ナウ』と『アメリカ・ディス・モーニング』のキャスターを務めた。ネルソンがABCに登場したのは2010年7月12日のことで、キャスターを共に務めたのはヴィニータ・ネア (Vinita Nair) であった。
ABCに移る前、ネルソンは、ニューオリンズのWWL-TVのニュースキャスターを務め、『タイムズ＝ピカユーン』紙でも仕事をしていた。